# Schalk Verhoef

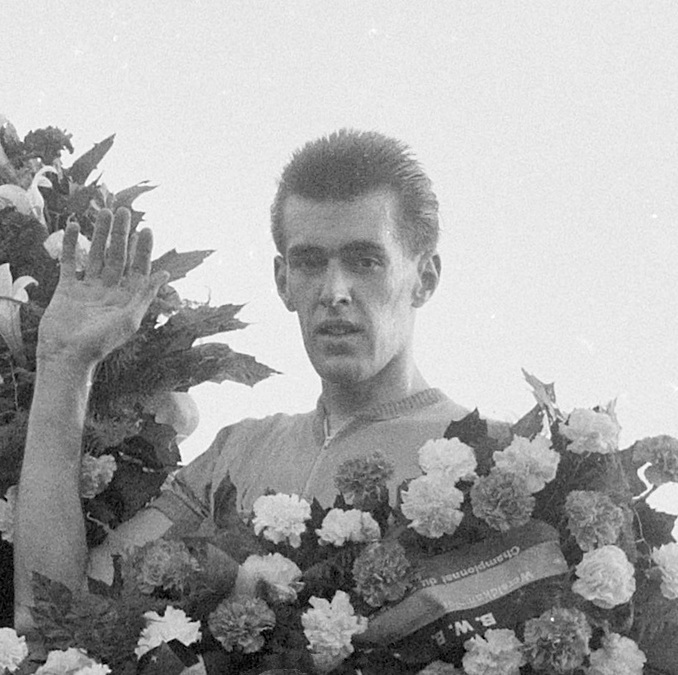
Schalk Verhoef (1957)

Schalk Verhoef (* 5. August 1935 in Rotterdam, Niederlande; † 18. Januar 1997 ebenda) war ein niederländischer Radrennfahrer.

## Sportliche Laufbahn
Verhoef fuhr zunächst Amateur-Straßenrennen und erreichte 1954 bei Rotterdam–Katendrecht und Acht van Chaam seine ersten Siege bei größeren Veranstaltungen. 1955 gewann er die niederländische Amateur-Straßenmeisterschaft. Als 22-Jähriger wurde er bei der Straßenweltmeisterschaft der Amateure 1957 Dritter. Im selben Jahr gewann er die Zeeland-Rundfahrt.  
1958 wurde Verhoef Berufsfahrer beim niederländischen Rennstall Radium, wo auch der deutsche Fahrer Klaus Bugdahl unter Vertrag stand. Noch im selben Jahr wechselte Verhoef zum belgischen Team Dossche Sport. Seinen einzigen bedeutenden Sieg in diesem Jahr erzielte er beim Kriterium im niederländischen Eede. 1959 wechselte er erneut den Rennstall und fuhr nun für das niederländische Team Locomotief-Vredestein. In den Ergebnislisten tauchte Verhoef erst wieder 1960 auf, als er bei der Niederlande-Rundfahrt mitfuhr. Er gewann eine Etappe und wurde am Ende 27. Sein Vertrag bei Locomotief-Vredestein lief 1961 aus, und danach beendete Verhoef seine Laufbahn als Berufsfahrer.